# ماريست
ماريست (بالفرنسية: Marest)‏ هي بلدية تقع في إقليم باد كاليه من منطقة نور با دو كاليه في شمال فرنسا. تبلغ مساحة هذه المدينة 3.16 (كم²)، وترتفع عن سطح البحر 95 م، يبلغ عدد سكانها 275 نسمة حسب إحصاء المعهد الوطني للإحصاء والدراسات الاقتصادية سنة 2009 م. وترأس Bernard Helleboid البلدية خلال فترة (2008-2014).